# Megachile neavei
Megachile neavei är en biart som beskrevs av Joseph Vachal 1910. Megachile neavei ingår i släktet tapetserarbin, och familjen buksamlarbin. Inga underarter finns listade i Catalogue of Life.